# Loxia
Loxia (korsnæbslægten) er en slægt af spurvefugle, der er udbredt med fem arter i Europa og Asien. Den største udbredelse har arten lille korsnæb (Loxia curvirostra), der også yngler i Danmark.
Arterne har et ejendommeligt næb, hvor overnæb og undernæb er forlængede i en spids, der krydser hinanden. Det er undernæbbet, der er asymmetrisk, og man kalder derfor et næb højredrejet, hvis undernæbbets spids går op på højre side af overnæbbet. Der findes både individer med højre- og venstredrejede næb. 
Næbbet er tilspasset åbning af koglerne hos gran, for at tilgå frøene. Arternes udbredelse stemmer overens med granskovenes. Vingerne er spidse og halen kløftet. Kønnene er forskellige i deres fjerdragt, og ungfuglene er længdestribede. Loxia betyder "bøjet til siden" og kommer af græsk.

## Arter
De fem arter i slægten Loxia:
- Lille korsnæb, Loxia curvirostra
- Stor korsnæb, L. pytyopsittacus
- Hvidvinget korsnæb, L. leucoptera
- Skotsk korsnæb, L. scotica
- Hispaniolakorsnæb, L. megaplaga